# 一邊一國
一邊一國（白話字：Chi̍t-pêng chi̍t-kok，臺羅：Tsi̍t-pîng tsi̍t-kok）是指認定台灣與中華人民共和國是兩個不同國家的主張。一邊一國是台灣陳水扁政府時期，對於兩岸關係的一種政治主張，也是支持台灣獨立運動與台灣主體性人士的一個重要政治主張。與特殊的國與國關係、海峽兩岸互不隸屬主張接近，相對於兩國論僅認為台灣與中國大陸分屬不同國家統治（中華民國和中華人民共和國），一邊一國論更強調台灣有別於中國之外的獨立性。
陳水扁在2000年當選中華民國總統，就職時提出未來一中與四不一沒有政策，保證不推動台灣獨立，不將兩國論入憲。直到2002年8月2日，在對日本的台灣同鄉會視訊談話中，陳水扁首次提出一邊一國的口號。2005年，陳水扁提出中華民國四階段論，改以中華民國是台灣作為官方政策。在陳水扁執政期間，並沒有正式推動一邊一國政策。直到2019年，其支持者建立一邊一國行動黨，正式推行一邊一國政策。
中華人民共和國拒絕接受，將其歸為在一中一台，為台獨主張。2002年8月6日，中国共产党官方媒体《人民日报》的相关文章，将之定性为“对一个中国原则的严重挑衅”，与李登辉的兩國論相同。

## 發言新聞稿
2002年8月3日由時任中華民國總統的陳水扁透過視訊會議發言對在日本東京舉行的世界台灣同鄉會第二十九屆年會上向與會人士提出。
如下：
| “ | 1. 阿扁這幾天有講，我們必須要認真思考，要走自己的路，走我們台灣的路，走出我們台灣的前途。什麼叫「我們台灣自己的路」？很簡單，也很清楚，非常明白。我們自己台灣的路就是台灣的民主之路、台灣的自由之路、台灣的人權之路、台灣的和平之路。 2. 台灣是我們的國家，我們的國家不能被欺負、被矮化、被邊緣化及地方化。台灣不是別人的一部分，不是別人的地方政府、別人的一省，台灣也不能成為第二個香港、澳門，因為台灣是一個主權的國家。簡言之，台灣跟對岸中國一邊一國，要分清楚。 | ” |

## 歷史
1964年9月，國立臺灣大學政治系教授彭明敏與其學生魏廷朝、謝聰敏共同起草《台灣自救運動宣言》，称蔣中正的「反攻大陸」政策是不可能實現的，並提出「一台一中」及「重新制憲與尊重人權」的主張，認為台灣有能力建立一個國家。
1967年，臺灣旅美國際法學者陳隆志和社會科學學者拉斯威爾（Harold D.Lasswell）合作完成《Formosa, China and the United Nations: Formosa in the World Community》一書，主張公投自決、一臺一中，1971年出版中文的《台灣的獨立與建國》一書。
1970年代，海外台灣獨立運動支持者在聯合國總部大樓向各國使節從事遊說，為其理论寻找國際生存空間，沙烏地阿拉伯駐聯合國常任代表白汝迪（Jamail Baroody）當時接到臺獨運動人士散發的「一台一中、台灣人民自決」政策建言書後，認為此一訴求合情合理。白汝迪因此多次發聲，曾向聯合國大會提出「一台一中、台灣人民自決」提案，只是後來沒有成局。
1971年12月，雷震撰寫《救亡圖存獻議》，提出政治十大建議，希望蔣中正政府速謀政治、軍事改革，以民主化方式應付危局，他認為成立共和國才是唯一出路，並要求將國號改為「中華台灣共和國」（Chinese Republic of Taiwan）。
1999年7月9日，總統李登輝接受德國之聲訪問時為台灣海峽兩岸關係明確定位為「國家對國家」的「兩國論」；一周後，台灣人公共事務會（FAPA）發表「『一台一中』的現實」一文聲援。
1998年中華民國立法委員選舉中，民進黨候選人沈富雄以「台灣中國，一邊一國」作為競選口號，並順利當選。陳水扁在2000年當選中華民國總統，就職時提出未來一中與四不一沒有政策，保證不推動台灣獨立，不將兩國論入憲。直到2002年8月2日，在視訊談話中，陳水扁方才首次提出一邊一國的口號。2005年，陳水扁提出中華民國四階段論，以中華民國是台灣作為官方政策。

## 後續發展

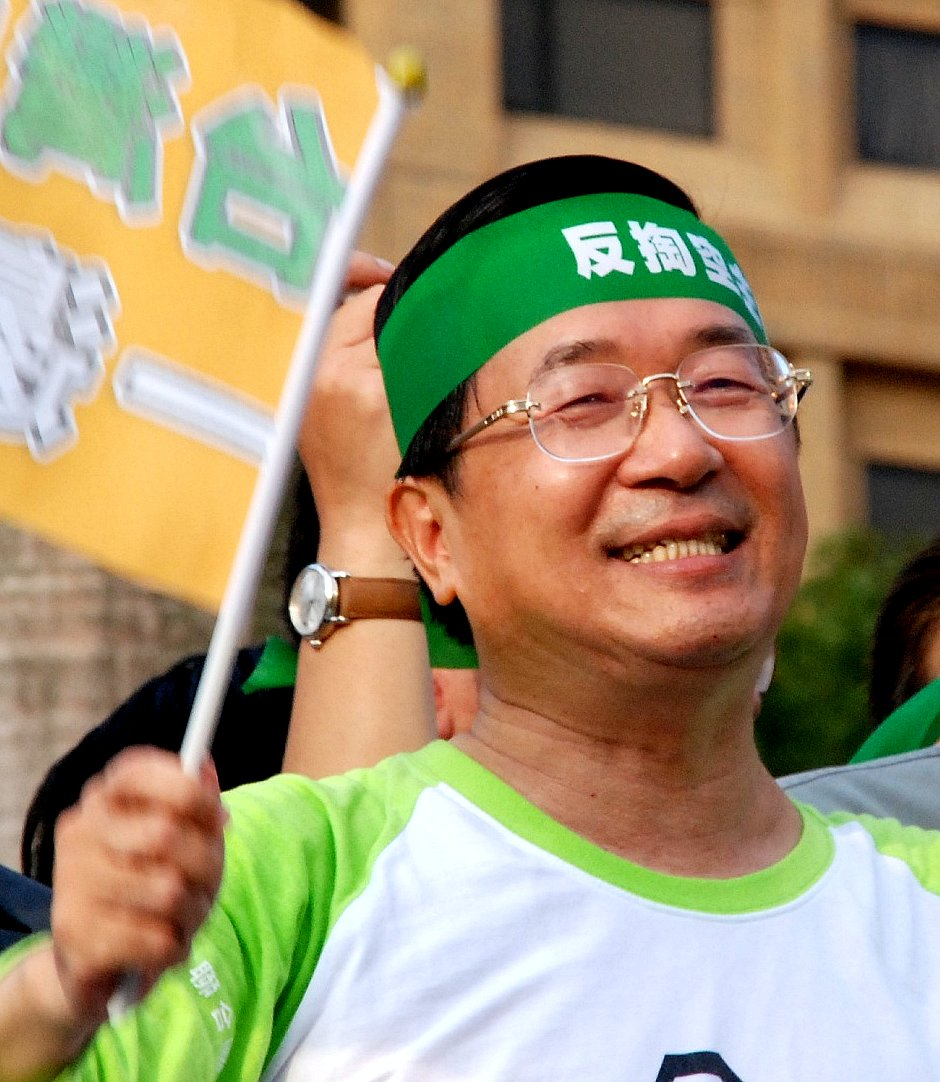
2008年參加1025反黑心顧台灣大遊行的陳水扁高舉「台灣中國、一邊一國」旗幟

2002年8月6日，《人民日报海外版》第五版文章将“一边一国”定性为“对一个中国原则的严重挑衅”，“与李登辉的‘两国论’如出一辙”，“必将对两岸关系造成严重的破坏，影响亚太地区的稳定与和平。”中國大陸民間認為，一邊一國論將會帶來台海兩岸之間的緊張關係。行政院大陸委員會解釋稱，一邊一國論與陳水扁2000年總統就職演說時提出的“四不一沒有”並不矛盾。
2003年12月，中國國民黨主席連戰稱，中華民國和中華人民共和國都是主權獨立國家，簡化雙方為「一邊一國」沒什麼問題。部分台灣人認為陳水扁的言論明確的表示出目前東亞政局現況，認為應該從「一台兩中」進步到「一台一中」。
2006年6月，前民進黨主席許信良表示，2001年李登輝率領台灣團結聯盟成立，長期以台獨為主要信念的民進黨遭受空前的危機，在政策上得不到中間選民認同的民進黨還得擔心深綠選民的流失，於是民進黨開始喊出一邊一國、廢除《國家統一綱領》，「整個黨逐漸變成台獨意識的俘虜；比起台獨，過去傳統的價值都不再重要了」。許信良分析，歷史因素使台灣的政治光譜只有統獨二元價值，政黨只能依賴其中一元才可以勝利，「李登輝帶領的台聯挑戰民進黨的存在，陳水扁不得不往深綠靠攏」。
2009年1月，前民進黨立委林濁水在其著作《歷史劇場：痛苦執政八年》表示，「陳水扁總統喊一邊一國的原因，是他擔任總統以來向中國做出許多讓步，但中國以惡意回應；不過，一邊一國論其實讓中國面對現實，替台灣爭取一定的談判空間，如果能利用此機會來談三通，可以談出對台灣比較有利的結果，可惜陳水扁政府沒有把握這次機會。」
2019年，陳水扁支持者以「一邊一國」為號召成立了一邊一國行動黨，表明將陳水扁視為精神領袖。2020年1月19日，一邊一國行動黨決議解散，前後僅存在五個月。

## 正反意見整理

### 支持
- 2003年12月21日，国民党主席连战認為一邊一國只是简化说法，这种说法应该没有问题。[15]
- 2009年，臺灣各個本土社運團體在「搶救台灣大聯盟」的號召下聯合成立「一台一中行動聯盟」。該聯盟對「江陳會」的三項訴求為：一、台灣與中國的任何協議談判，應該在國與國對等基礎上，展開國與國協商。二、台灣與中國的任何協議內容，應該交由民主國會監督審核。三、台灣與中國的任何協議內容，涉及人民權益重大改變者，應該交由全民公投[16][17]。
- 2010年7月，陳水扁建議無黨籍的五都市議員參選人，包含在高雄市參選的陳致中，籌組無黨籍的「一邊一國連線」，闡揚一邊一國的理念。
- 2010年9月29日，陳致中邀集高雄、台南地區的30多名議員參選人，成立一邊一國連線[18]。一邊一國連線最後提名41人，共當選36席。2011年，該連線邀請甫卸任臺南市市長、並當選立法委員之許添財加入。

### 反對
- 2005年4月18日，国民党主席连战表示国民党反对“台独”反对“一边一国”[19]。
- 2008年5月28日，国民党吳伯雄反對一邊一國[20]。

## 民意調查
1. 2002年8月4日，TVBS新聞台所做的民調，54%同意一邊一國論，29%不同意，16%不知道[21]。
2. 2002年8月8日至9日，TVBS新聞台所做的民調，仍有52%同意[22]。
3. 2009年7月21日，遠見雜誌民調中心發佈關於民眾對於兩岸現況看法的民調，結果認為兩岸目前是「兩個各自發展的國家」82.8%，「同屬一個分裂的中華民國」佔4.9%，「同屬一個分裂的中華人民共和國」者0.7%[23]。
4. 台灣指標民調發布定期民調。2013年4月29日，56.2%認同台灣與中國大陸是「國與國的關係」，26.4%持相反意見，17.4%未明確表態[24]。2015年10月15日，有69.3%的民眾認為兩岸是一邊一國關係，有69%的民眾認為兩岸是一中一台的關係[25]。